# Jüdischer Friedhof (Gröbzig)
Der Jüdische Friedhof Gröbzig ist ein Friedhof in Stadt Gröbzig, einem Ortsteil der Stadt Südliches Anhalt im Landkreis Anhalt-Bitterfeld in Sachsen-Anhalt. Er ist ein geschütztes Kulturdenkmal.
Auf dem 2650 m² großen jüdischen Friedhof westlich des Ortes sind insgesamt etwa 245 Grabsteine erhalten.
In den Jahren 1928/29, 1940, in den 1980er-Jahren (dreimal), 1998, 1999, 2013 und 2014 wurde der Friedhof geschändet.